# زنده در دوبلین
زنده در دوبلین (به انگلیسی: Live in Dublin) اجرای زنده‌ای از هنرمند اهل کانادا، لئونارد کوهن است که در سال ۲۰۱۴ میلادی به صورت یک آلبوم موسیقی منتشر شد.